# Kirchenbezirk Gaildorf
Der Evangelische Kirchenbezirk Gaildorf ist einer von 43 Kirchenbezirken bzw. Kirchenkreisen der Evangelischen Landeskirche in Württemberg. Sein Gebiet ist deckungsgleich mit dem Dekanat Gaildorf.

## Geografie
Der Kirchenbezirk Gaildorf liegt im Nordosten der württembergischen Landeskirche. Sein Gebiet umfasst den Süden des Landkreises Schwäbisch Hall, also das Gebiet der politischen Städte und Gemeinden Bühlertann, Bühlerzell, Fichtenberg, Gaildorf, Michelbach an der Bilz, Oberrot, Obersontheim und Sulzbach-Laufen sowie die Gemeinden Gschwend (mit Ausnahme einiger Weiler) und Obergröningen, die Ortsteile Untergröningen und Hohenstadt der Gemeinde Abtsgmünd und die überwiegend katholische Gemeinde Schechingen im Nordwesten des Ostalbkreises.

### Nachbarkirchenbezirke
Der Kirchenbezirk Gaildorf grenzt im Westen an den Kirchenbezirk Backnang, im Norden an den Kirchenbezirk Schwäbisch Hall und im Nordosten an den Kirchenbezirk Crailsheim-Blaufelden. Sie gehören alle zur Prälatur Heilbronn. Im Südosten grenzt er an den Kirchenbezirk Aalen und im Süden an den Kirchenbezirk Schwäbisch Gmünd, die beide zur Prälatur Ulm gehören.

## Geschichte
Das Gebiet des heutigen Dekanats bzw. Kirchenbezirks Gaildorf gehörte bis ins 18. Jahrhundert überwiegend zur Herrschaft Limpurg, die in mehrere Linien aufgeteilt war (unter anderem waren Gaildorf und Obersontheim zeitweise Residenzorte), dann teilweise an Brandenburg, teilweise an Württemberg und an kleinere Herrschaften gelangte, bis das ganze Gebiet schließlich 1806 an das Königreich Württemberg kam. Die Landesherren führten früh die Reformation ein, so dass das Gebiet überwiegend evangelisch geprägt ist. Lediglich das obere Bühlertal blieb infolge der Zugehörigkeit zu Ellwangen nach der Reformation katholisch. Ab 1561 gab es in Gaildorf einen limpurgischen Hofprediger, spätestens ab 1600 eine Superintendentur. Nach dem Übergang an Württemberg 1806 wurde die bisherige limpurgische Superintendentur 1807 in ein württembergisches Dekanat umgewandelt. Zum Dekanat wurde der Stadtpfarrer von Gaildorf ernannt. Das Dekanat Gaildorf gehörte zunächst zum Generalat Schwäbisch Hall, nach dessen Auflösung 1913 kam es zum Generalat Heilbronn, aus der die heutige Prälatur Heilbronn hervorging. Von 1824 bis 1832 versah der Pfarrer von Fichtenberg die Amtsgeschäfte des Dekans in Gaildorf.
Zum 1. Januar 2025 wird der Kirchenbezirk Gaildorf mit dem Kirchenbezirk Schwäbisch Hall fusionieren.

## Leitung des Kirchenbezirks
Die Leitung des Kirchenbezirks obliegt der Bezirkssynode, dem Kirchenbezirksausschuss (KBA) und dem Dekan. Letzter Dekan war ab 2013 Uwe Altenmüller (* 1961), der zugleich einer der Pfarrer an der Stadtkirche in Gaildorf war. Nach seinem Weggang in den Kirchenbezirk Reutlingen 2023 wurde das Amt mit Blick auf die bevorstehende Fusion nicht mehr ausgeschrieben, sondern wird kommissarisch durch den Haller Dekan Christof Messerschmidt ausgeübt.

### Dekane des Kirchenbezirks Gaildorf seit 1807
- 1807–1823 Georg Loenhard Letsch, bereits seit 1789 limpurgischer Stadtpfarrer in Gaildorf
- 1824–1832 Johann Gottfried Pahl, Pfarrer in Fichtenberg
- 1832–1852 Johann Philipp August Mützel, Dekansverweser
- 1853–1862 Ferdinand Gustav Ludwig Keerl
- 1863–1871 Karl Albert Friedrich Mezger (1818–1886)
- 1871–1881 Johann Wilhelm Philipp Ammon (1829–1897)
- 1882–1895 Karl Ludwig Leypoldt (1845–1922)
- 1895–1907 Eugen Majer
- 1908–1930 Theodor Schrenk (1870–1947)
- 1930–1946 Martin Strebel
- 1946/47–1952 Ernst Knapp
- 1952–1963 Heinrich Greber
- 1963–1973 Gebhard Kirn (1913–2006)
- 1973–1986 Otto-Friedrich Weber (1921–2017)
- 1986–1992 Hans-Hermann Keinath (* 1940)
- 1993–2012 Rainer Uhlmann (* 1952)
- 2013–2023 Uwe Altenmüller (* 1961)

## Kirchengemeinden
Im Kirchenbezirk Gaildorf gibt es insgesamt 15 Kirchengemeinden. Darunter befindet sich seit 1. Januar 2007 auch die Kirchengemeinde Untersontheim, die vorher zum Kirchenbezirk Schwäbisch Hall gehörte. Gesamtkirchengemeinden sind im Kirchenbezirk Gaildorf nicht vorhanden. Die jeweils in Klammern hinter dem Namen der Kirchengemeinde angegebenen Gemeindegliederzahlen beziehen sich auf das Jahr 2005 und sind gerundet.
Das Gebiet des Kirchenbezirks Gaildorf ist überwiegend evangelisch geprägt. Es gibt daher fast in jedem Dorf auch eine evangelische Kirchengemeinde und eine meist alte Kirche. In den meisten Orten zogen Katholiken überwiegend erst nach dem Zweiten Weltkrieg zu. Lediglich das Bühlertal ist katholisch geprägt, da es früher zu Ellwangen gehörte.

### Kirchengemeinde Eutendorf-Ottendorf
Die Kirchengemeinde Eutendorf-Ottendorf entstand 2018 durch die Fusion der Kirchengemeinden Eutendorf und Ottendorf.
Die Kirchengemeinde Eutendorf (ca. 1.150) umfasste den Stadtteil Eutendorf mit den zugehörigen Weilern (darunter Großaltdorf und Kleinaltdorf) der Stadt Gaildorf. Eine Kirche wird in Eutendorf bereits 1285 erstmals erwähnt. Ab 1513 wird sie St. Kilianskirche genannt. Das Patronat wurde wohl von den Grafen von Comburg dem Kloster Comburg übertragen, das es 1669 an die Herren von Limpurg verkaufte. 1707 war es im Besitz der Grafen von Wurmbrand und von Solms, die es an die Grafen von Bentinck vererbten. Trotz des comburgischen Patronats führten die Limpurg 1552 die Reformation ein. Die Pfarrkirche ist ein spätgotischer Bau mit Maßwerkfenster und Resten der Kirchhofbefestigung. Das heutige Schiff befindet sich auf dem ehemaligen Friedhof, welcher 1841 an den Ortsausgang in Richtung Gaildorf verlegt wurde. 1609 wurde in die Kirche eine Empore eingebaut. 1884/85 erfolgte ein gründlicher Innenumbau, der beim letzten Umbau von 1970/71 teilweise wieder rückgängig gemacht wurde. Die Orgel von Orgelbaumeister Peter Vier wurde 1971 eingeweiht. Die Altarbilder des Haller Malers Hieronymus Rappold stammen aus dem Jahr 1619. Im Glockenstuhl des Turmes hängen drei Glocken. Die größte davon stammt von 1511 und wurde von dem unter Fachleuten heute noch bekannten Glockengießer Lachamann in Heilbronn gegossen.
Der benachbarte Ort Großaltdorf gehörte kirchlich stets zu Eutendorf. Doch hat dieser Ort eine alte Kirche, die Sankt-Bartholomäus-Kirche, in der bis heute regelmäßig Gottesdienste gefeiert werden. Die Bartholomäuskirche ist neben den Kirchen in Mittelrot und Münster eine der ältesten Kirchen des gesamten Umlandes. Sie wurde unter den Herren von Altdorf vor 1091 erbaut. Das zunächst als Martinskirche bezeichnete Gotteshaus diente ursprünglich als Wehrkirche. Der frühere Bürgermeister Eutendorfs, Emil Dietz, konnte 1953 nachweisen, dass die Kapelle dem Apostel Bartholomäus geweiht war und noch 1549 so bezeichnet wurde. Die Kirche besitzt einen nachträglich angefügten gotischen Chor und eine gotische Holzdecke mit schönen Ornamenten und der Sonne. Die Holzdecke sowie das Gestühl der Herren von Limpurg im Chor stammt aus dem Jahr 1498. In der Decke des Schiffes sind die Wappen von Comburg und Limpurg eingelassen. 1604 wurde eine Empore eingebaut. Im Dachreiter der Kirche hängen zwei kleine Glocken.
Die Kirchengemeinde Ottendorf (ca. 750) umfasste den Stadtteil Ottendorf mit den zugehörigen Weilern Adelbach, Niederndorf, Railhalde und Spöck der Stadt Gaildorf. Kirchlich gehörte Ottendorf ursprünglich zu Westheim. 1347 wird eine Filialkirche St. Martin genannt. Nach der Reformation galt in Ottendorf die württembergische, in Westheim die Schwäbisch-Hällische Kirchenordnung. 1898 wurde Ottendorf eigene Pfarrei. Die Kirche in Ottendorf wurde 1452 anstelle einer früheren Kirche als Wehrkirche in spätgotischem Stil erbaut. Sie hat ein Sternrippengewölbe im Turmuntergeschoss. Der Turm und das Schiff wurden 1872 und 1903 verändert.

### Kirchengemeinde Fichtenberg
Die Kirchengemeinde Fichtenberg (ca. 1.800) umfasst die Gemeinde Fichtenberg mit allen zugehörigen Weilern, wobei der Weiler Rupphof durch Bekanntmachung des Konsistoriums vom 28. Dezember 1920 von der Kirchengemeinde Murrhardt der Kirchengemeinde Fichtenberg zugeordnet wurde. Die Kirchengemeinde Fichtenberg bildet zusammen mit den Kirchengemeinden Oberrot und Münster den Distrikt „Rottal“ innerhalb des Kirchenbezirks Gaildorf. Eine Kirche gab es in Fichtenberg wohl schon im 9. Jahrhundert als Besitzung des Klosters Murrhardt. 1519 wurde die Kirche neu erbaut. Nach der Reformation fiel das Patronatsrecht an Württemberg. Das ab 1552 als St. Kilianskirche bezeugte Gotteshaus wurde 1743 erneuert. Dabei erhielt sie eine Empore und eine Orgel. Hier wurde bis 1830 die Gottesdienste abgehalten. Inzwischen war die Kirche aber so baufällig geworden, dass sie gesperrt werden musste und schließlich abgebrochen werden musste. An ihrer Stelle wurde 1832 die heutige Kirche erbaut. 1908 wurde die Spitze des Kirchturmes erhöht und ein Ziegeldach angebracht. 1955 wurde die Kirche innen renoviert. Dabei wurden die Emporen abgebaut und nur noch auf einer Seite errichtet. 1972 wurde das Kirchenschiff neu gedeckt und gleichzeitig erhielt die Kirchturmspitze einen Kupfermantel. Im Jahr 2002 wurde schließlich der gesamte Innenraum renoviert. Neben der Kirche in Fichtenberg wurde 1984 das Gemeindehaus erbaut.
Im Weiler Mittelrot gibt es eine weitere Kirche der Kirchengemeinde Fichtenberg. Die stets zur Pfarrei Fichtenberg gehörige Kirche St. Georg hat einen romanischen Turmchor mit gotischem Gewölbe und flach gedecktem Schiff. Der Altarschrein stammt aus dem Jahr 1499. Ein Freskogemälde wurde im 15. Jahrhundert übermalt. Die beiden Kirchenglocken der St. Georgskirche stammen aus dem 14. und 15. Jahrhundert.

### Kirchengemeinde Frickenhofen
Die Kirchengemeinde Frickenhofen (ca. 900) umfasst den Ortsteil Frickenhofen mit allen zugehörigen Weilern (ohne Hirschbach, das 1933 und Hohenreusch, das 1988 der Kirchengemeinde Gschwend zugeordnet wurde) der Gemeinde Gschwend sowie einige Weiler der Gemeinde Ruppertshofen (Ostalbkreis). Eine Kirche wird in Frickenhofen erst 1488 erwähnt. 1507 ist ihr Patronat den Heiligen Maria, Nikolaus und Katharina bezeugt. Sie gehörte dem Kloster Lorch. Herzog Ulrich von Württemberg führte 1534 die Reformation ein und löste das Kloster Lorch auf. Das Patronatsrecht in Frickenhofen wurde fortan vom Herzog ausgeübt. 1634 brannte die Kirche und der Ort nieder. Frickenhofen wurde dann vom Pfarrer von Täferrot versehen. 1654 erhielt der Ort wieder einen eigenen Pfarrer. 1743 wurde die Kirche neu gebaut, weil die alten zu klein geworden war. Der Kirchturm wurde 1765 angebaut, eine Orgel wurde 1784 eingerichtet. Eine Innenerneuerung fand 1875 statt; 1878 wurde eine Sakristei angebaut und eine neue Empore errichtet. 1905 wurde der Turm neu bedacht und mit vier Ecktürmchen versehen. 1952/56 fand eine Kirchenerneuerung statt.
Der zu Frickenhofen gehörige Weiler Mittelbronn bildete bis 1931 eine eigene Filialkirchengemeinde von Frickenhofen. Durch Bekanntmachung des Oberkirchenrats vom 22. Januar 1931 wurde die Filialkirchengemeinde Mittelbronn aufgehoben und mit der Mutterkirchengemeinde Frickenhofen vereinigt.

### Kirchengemeinde Gaildorf und Münster
Die Kirchengemeinde Gaildorf und Münster entstand durch die Fusion der Kirchengemeinden Gaildorf und Münster am Kocher.
Die Kirchengemeinde Gaildorf (ca. 2.750) umfasste die Kernstadt von Gaildorf. Kirchlich gehörte Gaildorf zunächst zur Pfarrei Münster (heute ein Stadtteil von Gaildorf). 1417 stifteten die Schenken von Limpurg eine Marienkapelle, die 1433 zur Pfarrkirche erhoben wurde. Ab 1435 wurde an der Kapelle gebaut und 1540–1450 erhielt diese einen neuen Kirchturm. 1482 wurde die Kirche Hofkirche der „Schenken von Limpurg“, nachdem Gaildorf Residenzstadt geworden war. 1518 bis 1521 wurde die Kirche im spätgotischen Stil vergrößert. 1610/11 wurde der Kirchturm erhöht. Am 19./20. Januar 1868 vernichtete ein großer Stadtbrand die Kirche und 46 weitere Gebäude. Bis 1870 wurde die Kirche im neugotischen Stil wiederaufgebaut. Im Zweiten Weltkrieg wurde die Kirche 1945 durch Artilleriebeschuss stark beschädigt. Vom Kirchenschiff standen nur noch die Umfassungsmauern, das Gewölbe des Chors hielt aber stand, ebenso der Turm. 1957 wurde ein Anbau errichtet. 1967 bis 1971 wurde der Kirchturm erneuert und 1972 bis 1980 wurde die Orgel erneuert und erweitert.
Die Kirchengemeinde Münster am Kocher (ca. 1.200) umfasste den Stadtteil Unterrot mit allen zugehörigen Weilern, darunter Münster am Kocher, der Stadt Gaildorf. Die Kirchengemeinden Münster bildet zusammen mit den Kirchengemeinden Fichtenberg und Oberrot den Distrikt „Rottal“.
Münster besitzt eine der ältesten Kirchen des gesamten Umlandes. Eine eigene Pfarrei ist seit 1285 bezeugt. Das Patronat der Kirche hatten die Limpurger. Die Kirche war die Pfarrkirche auch für Gaildorf, bis dort 1433 eine eigene Pfarrei errichtet wurde. Münster war dann nur noch Filiale von Gaildorf, blieb aber noch Totenkirche für Gaildorf. Ab 1694 versah der Diakon Gaildorfs wieder die Pfarrdienste in Münster und ab 1898 wurde Münster dann wieder eigene Pfarrei. Die heutige Kirche wurde 1510 als Kirche zu Unserer Lieben Frau erbaut. Der Turm ist im Erdgeschoss kreuzrippengewölbt mit limpurgischen Wappen im Schlussstein und weist romanische Doppelfenster auf. Der Innenraum wurde 1914 im Jugendstil umgestaltet und 1988 renoviert.
Unterrot als politischer Mittelpunkt einer eigenen Gemeinde hat keine Kirche und gehörte kirchlich stets zu Münster. In Unterrot befindet sich jedoch das Friedensgemeindehaus der Kirchengemeinde Münster am Kocher.
Die Kirchengemeinde veranstaltet auch regelmäßig Andachten im Krankenhaus, im Graf-Pückler-Heim und im Schwesternheim der Großheppacher Schwestern.
Die Kirchengemeinde Gaildorf und Münster ist Träger von fünf Kindergärten: Auf dem Bühl, Gräfin-Adele-Kindergarten, Kindergarten Kirchstraße, Schloss-Kindergarten und Kinderhaus Kunterbunt in Unterrot.

### Kirchengemeinde Gschwend
Die Kirchengemeinde Gschwend (ca. 2.100) umfasst den Hauptort sowie einige Weiler des Ortsteils Altersberg der Gemeinde Gschwend und die Weiler Hirschbach und Hohenreusch des Ortsteils Frickenhofen. Der überwiegende Teil Altersbergs gehört zur Kirchengemeinde Kirchenkirnberg (Kirchenbezirk Backnang). Die Weiler Hagkling, Pritschenhof, Felgenhof, Pfeilerhof, Wasserhof, Haghof, Sturmhof und Haghöfle der Gemeinde Gschwend wurden durch Verfügung vom 28. März 1978 von der Kirchengemeinde Kirchenkirnberg der Kirchengemeinde Gschwend zugeordnet. Hirschbach wurde durch Bekanntmachung des Oberkirchenrats vom 13. November 1933 und Hohenreusch durch Bekanntmachung vom 3. Juni 1988 von der Kirchengemeinde Frickenhofen in die Kirchengemeinde Gschwend umgegliedert. Auch der Weiler Hugenbeckenreute des Gschwender Ortsteils Altersberg, der bis 1992 zur Kirchengemeinde Kirchenkirnberg gehörte, wurde mit Wirkung vom 2. Dezember 1992 der Kirchengemeinde Gschwend zugeordnet.
Gschwend war zunächst Filiale von Kirchenkirnberg, dann gingen die Bewohner nach Frickenhofen zum Gottesdienst. 1758 wurde in Gschwend eine eigene Pfarrei errichtet und 1861/63 wurde durch Architekt Leins die heutige Kirche im neugotischen Stil erbaut. 1936 wurde die Kirche renoviert. 1968 wurde der Turmhelm erneuert, 1970 die Kirche außen und in den Jahren 1971/72 innen erneuert. Einige Gschwender Wohnplätze gehörten früher zur Reichsstadt Schwäbisch Gmünd und blieben daher katholisch. Honkling, bis 1972 Teil der Gemeinde Unterrot, kirchlich aber Fichtenberg zugeteilt, wurde 1874 der Kirchengemeinde Gschwend zugeordnet.
Bis 1925 gehörte auch der Weiler Stixenhof (damals zur Gemeinde Vordersteinenberg gehörig) zur Kirchengemeinde Gschwend. Durch Bekanntmachung des Oberkirchenrats vom 30. Dezember 1925 wurde er der Kirchengemeinde Hellershof (heute Kirchenbezirk Schorndorf) zugeordnet.

### Kirchengemeinde Michelbach an der Bilz
Die Kirchengemeinde Michelbach an der Bilz (ca. 2.050) umfasst die Gemeinde Michelbach an der Bilz mit allen zugehörigen Weilern. Kirchlich gehörte Michelbach an der Bilz ursprünglich zur Pfarrei Stöckenburg. Das Patronat der 1248 erstmals erwähnten Kirche gehörte dem Kloster Comburg, später den Limpurgern und schließlich Hohenlohe, das es 1541 an Limpurg vertauschte. Diese wiederum vererbten es an Löwenstein. Seit etwa 1400 wird die Kirche Martinskirche genannt. Sie hat noch einen romanischen Chorturm des 13. Jahrhunderts. Das Schiff wurde 1492 erbaut und 1599 verlängert. Der Chor ist kreuzrippengewölbt. Im Innern sind Wandmalereien des 14. Jahrhunderts zu sehen.1955/56 wurde die Kirche renoviert. Die Kirchengemeinde Michelbach an der Bilz ist auch Träger eines Kindergartens.
Die Gemeinde Michelbach an der Bilz ist überregional bekannt durch das Evangelische Schulzentrum Michelbach an der Bilz, das ein Gymnasium, eine Realschule, ein Aufbaugymnasium (Klassenstufen 8 bis 13), einen sogenannten Realschulaufsetzer (Klassenstufen 11 bis 13) sowie ein Internat umfasst und als Ganztagsschule geführt wird. Schulträger ist die Schulstiftung der Evangelischen Landeskirche in Württemberg.

### Kirchengemeinde Mittelfischach
Die Kirchengemeinde Mittelfischach (ca. 650) umfasst den Ortsteil Mittelfischach mit den zugehörigen Weilern Unterfischach, Engelhofen, Weiler und Rothof sowie den Hof Rappoltsau der Gemeinde Obersontheim, wobei der Hof Rappoltsau erst durch Bekanntmachung des Oberkirchenrats vom 17. April 1952 von der Kirchengemeinde Oberfischach in die Kirchengemeinde Mittelfischach umgegliedert wurde.
Eine Kirche St. Johannes wird in Mittelfischach 1376 erstmals genannt. Das Patronat kam von Hohenlohe 1482 an Limpurg, die es 1744 an Löwenstein-Wertheim-Freudenberg vererbten. Die heutige Kirche wurde 1960 neu erbaut. Dabei wurde der Turm der Vorgängerkirche beibehalten. Der gotische Turmchor dient als Taufkapelle. Die im Langhaus der alten Kirche entdeckten Fresken wurden an die neue Altarwand versetzt.
Die Kirchengemeinde Mittelfischach wird vom Pfarramt Oberfischach betreut.

### Verbundkirchengemeinde Oberes Bühlertal

#### Kirchengemeinde Geifertshofen
Die Kirchengemeinde Geifertshofen (ca. 780) umfasst die Gemeinde Bühlerzell. Der Hauptort Bühlerzell wurde nach der Reformation zwar zunächst evangelisch, doch wurde der Ort nach 1578 durch Ellwangen wieder rekatholisiert. Die überwiegend erst nach dem Zweiten Weltkrieg zugezogenen evangelischen Bewohner wurden der Kirchengemeinde Geifertshofen zugeordnet, zu der auch die evangelischen Bewohner der meisten Wohnplätze von Bühlerzell gehören. Einige Wohnplätze gehören auch zur Kirchengemeinde Adelmannsfelden (Kirchenbezirk Aalen).
Im Ortsteil Geifertshofen ist 1285 erstmals eine Kirche erwähnt. Das Patronat hatte das Kloster Comburg. Der Landesherr, die Schenken von Limpurg führten die Reformation ein. Seither ist Geifertshofen evangelisch. Die alte Pfarrkirche brannte 1626 aus, wurde dann aber wieder aufgebaut. 1902 wurde sie aber durch Heinrich Dolmetsch völlig umgebaut bzw. fast völlig neu erbaut. Dabei blieb der Turm der Vorgängerkirche erhalten.
Mit Wirkung vom 8. Juni 1995 wurde der Wohnbezirk Gerabronn, der bislang zur Kirchengemeinde Sulzbach gehörte, in die Kirchengemeinde Geifertshofen umgegliedert.

#### Kirchengemeinde Obersontheim

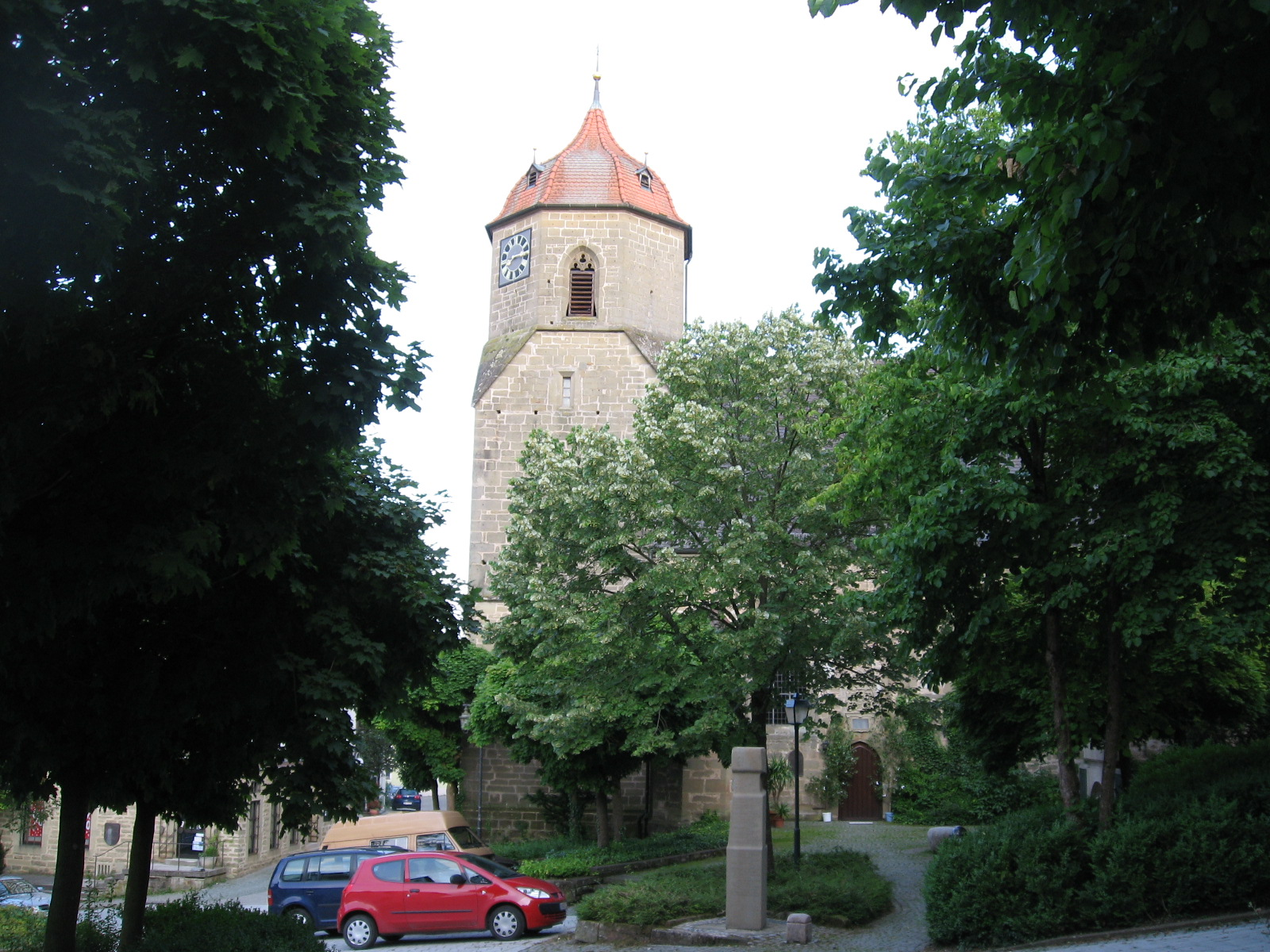
Evangelische Pfarrkirche Obersontheim

Die Kirchengemeinde Obersontheim (ca. 2.350) umfasst den Hauptort der Gemeinde Obersontheim sowie die Gemeinde Bühlertann (ohne den Ortsteil Kottspiel) und den Wohnplatz Markertshofen des Ortsteils Gründelhardt der Gemeinde Frankenhardt. Die Obersontheimer Ortsteile Untersontheim, Mittelfischach und Oberfischach bilden eigenständige Kirchengemeinden. Gründelhardt bildet ebenfalls eine eigene Kirchengemeinde innerhalb des Kirchenbezirks Crailsheim. Kirchlich gehörte Obersontheim zunächst zu Untersontheim. Eine Kirche St. Cyriakus in Obersontheim wurde 1448 erstmals erwähnt. Das Patronat hatte das Kloster Ellwangen. Dennoch führte Limpurg 1530 die Reformation ein und wandelte die Kaplanei in eine Hofpfarrei um. 1578 erwarb schließlich Limpurg das Patronatsrecht im Tausch. 1585/86 ließen die Schenken von Limpurg die heutige Kirche erbauen. Ab 1613 führte der jeweilige Hofprediger in Obersontheim den Titel Superintendent. 1922 wurde die Kirche renoviert. Dabei wurden die Süd- und Schlossempore abgebrochen. Die Kirche besitzt zahlreiche Grabmale der Schenken von Limpurg, darunter ein Sandsteinepitaph von Friedrich II. und seiner Gemahlin.
Bühlertann blieb infolge der Zugehörigkeit zu Ellwangen nach der Reformation katholisch. Evangelische Bewohner zogen überwiegend erst nach dem Zweiten Weltkrieg nach Bühlertann. Sie wurden der Kirchengemeinde Obersontheim zugeordnet. Inzwischen wurde aber in Bühlertann eine eigene Kirche erbaut.
Markertshofen war kirchlich stets bei Obersontheim und blieb es bis heute, obgleich es politisch zu Gründelhardt und damit zur Gemeinde Frankenhardt gehört. Eine eigene Kirche gibt es in Markertshofen nicht. Doch finden auch in Markertshofen etwa 3- bis 4-mal pro Jahr Gottesdienste am Samstagabend im Dorfgemeinschaftshaus statt.

#### Kirchengemeinde Untersontheim
Die Kirchengemeinde Untersontheim (ca. 750) umfasst den Ortsteil Untersontheim mit den zugehörigen Weilern der Gemeinde Obersontheim. Kirchlich war Untersontheim zunächst Filiale von Bühlertann. Eine Kirche Allerheiligen ist seit 1347 erwähnt. Ende des 14. Jahrhunderts wurde Untersontheim eigene Pfarrei, die zunächst noch als Unterpfarrei bezeichnet wurde. Das Patronatsrecht hatte Ellwangen. Die Reichsstadt Schwäbisch Hall und die Schenken von Limpurg führten die Reformation ein, das Patronat blieb aber noch bei Ellwangen, Schwäbisch Hall hatte das Examinationsrecht. Die heutige Kirche steht in einem ummauerten Kirchhof. Bis 2006 gehörte die Kirchengemeinde zum Kirchenbezirk Schwäbisch Hall. Infolge der politischen Zugehörigkeit zu Obersontheim, deren drei anderen Kirchengemeinden (Obersontheim, Mittelfischach und Oberfischach) zum Kirchenbezirk Gaildorf gehören, wechselte die Kirchengemeinde Untersontheim mit Wirkung vom 1. Januar 2007 ebenfalls in das Dekanat Gaildorf.
Bis 1941 gehörte auch der zu Vellberg gehörige Weiler Merkelbach zur Kirchengemeinde Untersontheim. Durch Bekanntmachung vom 18. Juni 1941 wurde dieser Weiler in die Kirchengemeinde Stöckenburg (Kirchenbezirk Schwäbisch Hall) umgegliedert.

### Kirchengemeinde Oberfischach
Die Kirchengemeinde Oberfischach (ca. 470) umfasst den Ortsteil Oberfischach mit den zugehörigen Weilern Herlebach, Rappoltshofen, Benzenhof, Beutenmühle, Mühlhof und Röschbühl der Gemeinde Obersontheim. Der Hof Rappoltsau wurde durch Bekanntmachung des Oberkirchenrats vom 17. April 1952 der Kirchengemeinde Mittelfischach zugeordnet. 1294 wird erstmals eine Kirche St. Kilian in Oberfischach genannt. Vermutlich war sie einmal eine Wallfahrtskirche. Doch soll es bereits früher eine Kirche gegeben haben. 1634 brannte die Kirche innen aus. Der Turmchor zeigt noch gotische Formen. Die Kanzel wurde 1767 von Bühlertann gekauft. Der Turm der Kirche wurde 1860 erhöht.

### Kirchengemeinde Obergröningen
Die Kirchengemeinde Obergröningen (ca. 950) umfasst die Gemeinde Obergröningen sowie den Ortsteil Hohenstadt (mit Ausnahme einiger Weiler) der Gemeinde Abtsgmünd und die Gemeinde Schechingen. Eine Kirche wird in Obergröningen erstmals 1427 erwähnt. 1436 gelangte der Kirchensatz an die Schenken von Limpurg. Sie führten 1544 die Reformation ein. Das seit 1511 als Nikolauskirche bekannte Gotteshaus hat einen gotischen Chor und ein Wandtabernakel von 1427. Ferner besitzt die Kirche einen Zwölfbotenaltar mit 13 originalen Figuren Christus und die 12 Apostel, die nach der Renovierung der Kirche 1953 in einem neuen Altargehäuse aufgestellt wurden. 1969/70 wurde die Kirche renoviert.
Hohenstadt und Schechingen blieben nach der Reformation katholisch. Evangelische Bewohner zogen hier überwiegend erst nach dem Zweiten Weltkrieg zu. Diese wurden der Kirchengemeinde Obergröningen zugeordnet. Seit den 1990er Jahren werden jedoch in der katholischen Kirche in Schechingen auch evangelische Gottesdienste gefeiert.

### Kirchengemeinde Oberrot
Die Kirchengemeinde Oberrot (ca. 1.900) umfasst die Gemeinde Oberrot mit Ausnahme einiger kleinerer Weiler, die zur Kirchengemeinde Großerlach gehören, wobei die Weiler Frankenberg und Seehölzle bis 1952 noch zur Kirchengemeinde Westheim im Kirchenbezirk Schwäbisch Hall gehörten und durch Bekanntmachung des Oberkirchenrats vom 17. April 1952 in die Kirchengemeinde Oberrot umgegliedert wurden. Die Kirchengemeinde Oberrot bildet zusammen mit den Kirchengemeinden Fichtenberg und Münster den Distrikt „Rottal“ des Kirchenbezirks Gaildorf. Erstmals urkundlich erwähnt wurde die Bonifatiuskirche in Oberrot 788. Sie zählt damit zu den ältesten Kirchen im Landkreis Schwäbisch Hall. Von dem Gründungsbau ist jedoch nichts mehr sichtbar. 1513 wurde eine neue Kirche erbaut, dabei wurde der Turm aus dem 10. Jahrhundert beibehalten. In den folgenden Jahrhunderten wurde die Kirche mehrmals umgebaut und erweitert. Um 1550 wurde in Oberrot die Reformation eingeführt. 1887 wurde die Kirche nach Plänen des württembergischen Architekten Heinrich Dolmetsch im Stil des Historismus umgebaut. 1955 wurde der Innenraum der Kirche grundlegend modernisiert. Von 1992 bis 1994 erfolgte eine umfassende Restaurierung, bei der das Holzwerk weitgehend wieder in die Gestalt von 1887 versetzt wurde.
Der Ort Hausen an der Rot gehörte kirchlich stets zur Pfarrei Oberrot, mit der er reformiert wurde. Nach dem Dreißigjährigen Krieg siedelte das Kloster Comburg wieder Katholiken in Hausen an der Rot an, so dass der Ort 1696 zu zwei Dritteln katholisch war. Die katholische Gemeinde erbaute sich dann eine Kapelle. 1710 wurde eine eigene katholische Pfarrei errichtet und 1750 war der ganze Ort katholisch. Erst nach dem Zweiten Weltkrieg zogen auch wieder evangelische Bewohner nach Hausen. Diese wurden der Kirchengemeinde Oberrot zugeordnet.

### Kirchengemeinde Sulzbach-Laufen
Die Kirchengemeinde Sulzbach-Laufen umfasst die politische Gemeinde Sulzbach-Laufen.
In Sulzbach am Kocher wird eine Kirche 1285 erstmals erwähnt. Vermutlich ist die Kirche aber schon älter. 1520 wird sie als Michaelskirche bezeichnet. 1548 wurde die Reformation eingeführt und ab 1550 wurde der Nachbarort Laufen am Kocher der Pfarrei zugeordnet. 1594 wurde durch Schenk Johann III. und Gräfin Eleonore (deren Denkmale seit 1998 wieder in der Schlosskirche stehen, zuvor standen sie seit 1963 im Chor der Michaelskirche) die Schlosskirche in Schlossschmiedelfeld erbaut, wo der Sulzbacher Pfarrer danach zugleich Hofprediger war. 1711 wurde die Michaelskirche renoviert und 1753 wurde das Kirchenschiff nach Norden verbreitert und nach Westen verlängert, sowie zwei Emporen eingebaut. 1868 bekam Laufen wieder einen eigenen Pfarrer und 1870 wurde Laufen wieder selbständige Pfarrei. 1892/93 wurde die Michaelskirche durch Dolmetsch umfassend renoviert. Dabei wurde der Turm abgerissen und der jetzige Turm neu gebaut. Das Innere der Kirche wurde vollständig erneuert, die zweite Empore an der Nordseite entfernt, ein hohes Tonnengewölbe im Schiff eingebaut und der ganze Innenraum des Schiffs mit farbigen Ornamenten verziert, welche 1963 wieder entfernt wurde. 1995 bis 1998 wurde die Michaelskirche erneut renoviert. In der Michaelskirche ist ein Lutherbild zu sehen, das 1846 auf Beschluss des Stiftungsrates anlässlich des 300. Todestages Luthers beschafft wurde.
Schlossschmiedelfeld war seit 1557 Sitz einer Seitenlinie derer von Limpurg. 1594 wurde beim Schloss die Schlosskirche erbaut. In ihr stehen seit 1998 wieder die Denkmale der Erbauer. Die Kirche ist auch Grablege der Limpurg-Schlossschmiedelfeld. 1830 wurde sie säkularisiert und die Orgel in die Michaelskirche verlegt. Die Schlosskirche wurde in den 1990er Jahren restauriert.
Das Pfarrhaus in Sulzbach wurde 1842 neu erbaut, da sich das bisherige in einem schlechten Zustand befand. Mit Wirkung vom 8. Juni 1995 wurde der Wohnbezirk Gerabronn der Kirchengemeinde Sulzbach in die Kirchengemeinde Geifertshofen umgegliedert.
Auch im Ortsteil Laufen am Kocher wird 1285 erstmals eine Kirche erwähnt. Ab 1520 wird sie St. Peterskirche genannt. Das Patronat hatte das Kloster Murrhardt, die es 1414 an Limpurg verkauften. Nach der Reformation 1543 unter Schenk Wilhelm von Limpurg wurde Laufen mit der Pfarrei Sulzbach verbunden. Nachdem die Kirche St. Peter 1806 eingestürzt war, wurde sie bis 1819 abgebrochen. Mittelpunkt der evangelischen Gemeinde wurde danach die Kirche auf dem Heerberg, einem zu Laufen gehörigen Weiler. Die dortige ehemalige Wallfahrtskirche zu Unserer Lieben Frau aus dem 15. Jahrhundert wurde gottesdienstlicher Versammlungsort und 1867 Sitz einer Pfarrverweserei und schließlich 1875 einer Pfarrei. Die Kirche stammt aus dem 15. Jahrhundert und hat einen dreiseitig geschlossenen netzgewölbten Chor mit gotischen Maßwerkfenstern. 1944 wurde Laufen für einige Jahre bis 1972 unständige Pfarrei. 1973 wurde Laufen wieder ständige Pfarrstelle. 1969 wurde die Kirche umgebaut. 1980 erbaute sich die Kirchengemeinde ein Gemeindezentrum.
Die Kirchengemeinden Sulzbach am Kocher (Stand 2005: ca. 1.100 Mitglieder) und Laufen am Kocher (Stand 2005: ca. 750 Mitglieder) wurden am 1. Januar 2017 aufgelöst. Aus ihren Gemeindebezirken wurde gleichzeitig die Evangelische Kirchengemeinde Sulzbach-Laufen neu gegründet.

### Kirchengemeinde Untergröningen
Die Kirchengemeinde Untergröningen (ca. 740) umfasst den Ortsteil Untergröningen der Gemeinde Abtsgmünd, wobei der zugehörige Weiler Öchsenhof bis 1911 noch zur Kirchengemeinde Eschach (heute Kirchenbezirk Schwäbisch Gmünd) gehörte und durch Bekanntmachung des Konsistoriums vom 18. März 1911 in die Kirchengemeinde Untergröningen umgegliedert wurde.
Kirchlich gehörte Untergröningen zunächst zu Obergröningen. Die Schenken von Limpurg führten im 16. Jahrhundert die Reformation ein. Die Gottesdienste wurden ab 1610 in der Schlosskapelle des Untergröninger Schlosses gefeiert. 1774 erbte Fürstin Maria Friederike Sophia Charlotte von Hohenlohe-Bartenstein das Schloss. Da sie katholisch war ließ sie für die evangelischen Bewohner auf dem Schlossberg eine eigene Kirche bauen, um die Schlosskirche katholisch nutzen zu können. Bis zur Fertigstellung der Kirche hielten die Evangelischen im Schulhaus ihre Gottesdienste ab. Noch vor der Einweihung der Kirche 1777 verstarb die Fürstin. Die Glocken und Gerätschaften der Schlosskirche konnte die Gemeinde in die neue Kirche übernehmen. Das Kirchengebäude wurde im Baustil des Barock ausgestattet. 1859 wurde Untergröningen eigene Pfarrei. Bis ins 20. Jahrhundert hinein zierte lediglich ein Dachreiter das Äußere der Kirche. Nach dem Zweiten Weltkrieg wurde der Dachreiter abgenommen und ein Turm erbaut. Die Fertigstellung war 1953. Das Geläut umfasst vier Glocken.

## Archivquellen
- Bestand: Visitationsberichte.   Landeskirchliches Archiv Stuttgart. 1581–1822.   Signatur: A 1.
- Bestand: Kirchenvisitationsakten.   Hauptstaatsarchiv Stuttgart. ca. 1601–1840.   Signatur: A 281.
- Bestand: Ortsakten [mit Digitalisaten der Pfarrbeschreibungen und Pfarrberichte (darin u. a.: Chronik, Filialverhältnisse)].   Landeskirchliches Archiv Stuttgart. ca. 1550–1923.   Signatur: A 29.
- Bestand: Ortsakten [mit Digitalisaten der Pfarrberichte (darin u. a.: Filialverhältnisse)].   Landeskirchliches Archiv Stuttgart. ca. 1924–1966.   Signatur: A 129.
- Bestand: Ortsakten [mit Visitationsberichten].   Landeskirchliches Archiv Stuttgart. ca. 1967–1989.   Signatur: A 229.
- Archivgut: Dekanatsarchive.   Landeskirchliches Archiv Stuttgart.   Signatur: F-Bestände.
- Archivgut: Pfarrarchive.   Landeskirchliches Archiv Stuttgart.   Signatur: G-Bestände.